# Milada Jarolímková
Milada Jarolímková (rozená Svobodová, 31. prosince 1847 Praha – 10. září 1886 Královské Vinohrady) byla česká klavíristka, učitelka hudby, hudební skladatelka, spolková činovnice a feministka. Byla manželkou středoškolského profesora matematiky Vincence Jarolímka.

## Život

### Mládí

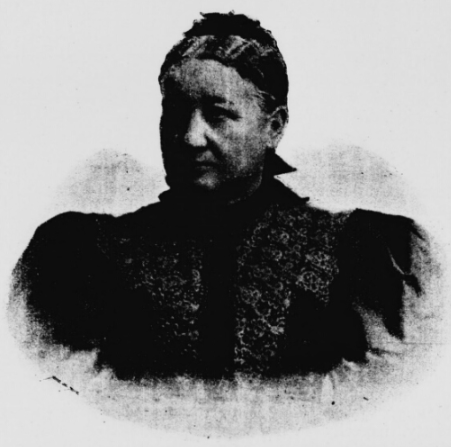
Sestra Božena Jahnová, pianistka a spolková činovnice

Narodila se v Praze do dobře situované rodiny. Její sestrou byla rovněž nadaná hudebnice, pozdější spolková činovnice Božena Jahnová. V dětství byla výtečnou pianistkou, docházela na soukromé hodiny hudby. Její sestra se provdala za Jiljího Vratislava Jahna, s nímž žila od roku 1863 v Pardubicích.

### Učitelkou
Stala se učitelkou klavíru, posléze se věnovala také hudební kompozici. Tvořila pravděpodobně kratší klavírní skladby, což byla v dobovém kontextu u žen-hudebnic ojedinělá činnost. Stala se rovněž jednou z prvních českých hudebních skladatelek.
Začala se též zapojovat do české spolkové činnosti: roku 1871 stala se členkou Ženského výrobního spolku českého, založeného především z iniciativy Karoliny Světlé, Elišky Krásnohorské a Emílie Bártové. Z gesce spolku byla pro tyto ženy provozována řemeslná a obchodní škola. Spolek si dal za cíl zaopatřit zejména, také válečné, vdovy a matky samoživitelky, které po ztrátě manžela nebyly schopny zajistit sobě, případně rodině, obživu a často tak upadaly do chudoby.
Provdala se okolo roku 1870 za středoškolského učitele matematiky Vincence Jarolímka, původem pocházejícího z Pardubic, později působícího na reálce v Písku. Spolu počali celkem pět dětí, z nichž se jedno nedožilo dospělosti.

### Úmrtí
Milada Jarolímková zemřela 10. září 1886 na Královských Vinohradech ve věku 39 let, tři dny po porodu svého syna Čeňka.